# Lago di Itzelberg
Il Lago di Itzelberg è un lago tedesco nel territorio di Itzelberg, una frazione del comune di Königsbronn, nel circondario di Heidenheim all'estremità orientale delle Alpi sveve nella parte orientale del Baden-Württemberg.

## Geografia
Il lago è formato da uno sbarramento del fiume Brenz. Questo fiume nasce 1,2 chilometri sopra il Brenztopf. All'immissione del Brenz si trova una zona umida con un'isola di protezione per uccelli. Una via per passeggiate circonda il lago.
Il lago di Itzelberg è la stazione Nr. 2 della strada di Königsbron della Via delle sorgenti carsiche (Karstquellenweg).

## Storia
Il lago di Itzelberg ebbe origine presumibilmente dallo sbarramento sul fiume Brenz operato nel XIV secolo dai monaci cistercensi del convento di Königsbronn, per meglio utilizzare la forza dell'acqua e poter sfruttare un luogo di piscicoltura. Tra il 1471 e il 1479 essi installarono qui una fucina.
Dopo le distruzioni causate dalla Guerra dei trent'anni, nel 1696 iniziò la ricostruzione. L'attività consistette nel lavorare il ferro battuto con due fuochi, grossi martelli e una segheria. Il lago prosciugato fu poi nuovamente riempito.
Nella mappa in un Atlante di J. A. Riediger del 1737/38 non si vede solo la ferriera all'estuario del lago ma anche un capanno per la caccia agli uccelli. 
Fino al XIX secolo Itzelberg era strettamente collegato con le ferriere in Königsbronn, finché a poco a poco tutte le officine di produzione furono spostate nella nuova sede (oggi SHW Casting Technologies).
Il dispositivo della pompa principale dell'Associazione dei comuni per la rifornitura d'acqua Härtsfeld-Albuch fu installato nel 1892 a un'altezza di 595 metri ed estrae la sua acqua da tre profonde fonti nel Brenzau tra Königsbronn e Itzelberg. L'acqua carsica viene pompata con l'aiuto di una turbina sul pianoro di Härtsfeld e Albuch e alimenta oltre 25.000 abitanti con fino a 5000 m³ di acqua potabile al giorno.
Quella di pompaggio è la Stazione Nr. 3 della strada di Königsbron della Via delle sorgenti carsiche (Karstquellenweg).
A nord del lago si trova Steinbruch, dove il combattente della Resistenza Georg Elser nel 1939 sottrasse la dinamite per il suo fallito attentato ad Adolf Hitler.

## Zona panoramica protetta
Nel 1957 il lago fu ripulito, poiché si era ricoperto di uno strato di fango alto due metri e la profondità del lago era scesa in certi punti a soli tredici centimetri. Allora furono estratti oltre 170.000 metri cubi di fango dal lago e una gran parte della palude fu riempita con questo fango. Della ex palude rimasero solo due ettari dai quali fu eretta un'isola come luogo di covata o di riposo per uccelli e anfibi.
Dal 1978 il lago Itzelberg è una zona panoramica protetta. Vi si trovano martin pescatori, germani reali, morette eurasiatiche, gallinelle d'acqua, cigni reali, folaghe comuni, oche del Canada e aironi cinerini. Nei mesi invernali si fermano sul lago tra gli altri anatre tuffatrici, fistioni turchi e gabbiani, per poi ritornare in primavera nelle loro zone di origine.
Nel pescoso lago giungono tutti i tipi mitteleuropei di pesci: anguille, temoli, salverini di fonte, abramidi, cavedani, lucci, carpe, trote iridee e scardole europee.
Dal 2012 vengono noleggiate imbarcazioni, uno sbarramento divide la parte turistica del lago dall'isola degli uccelli.

## Zona ricreativa
Il lago Itzelberg non viene usato come luogo per bagni. Il noleggio di imbarcazioni, aree per Minigolf e impianti di Pit-Pat sulla riva meridionale sono limitati alla stagione da marzo a ottobre. Sono invece aperti tutto l'anno un ristorante e un'area per giochi dei bambini sulla riva meridionale.
Il lago è aperto alla pesca con canna fissa.

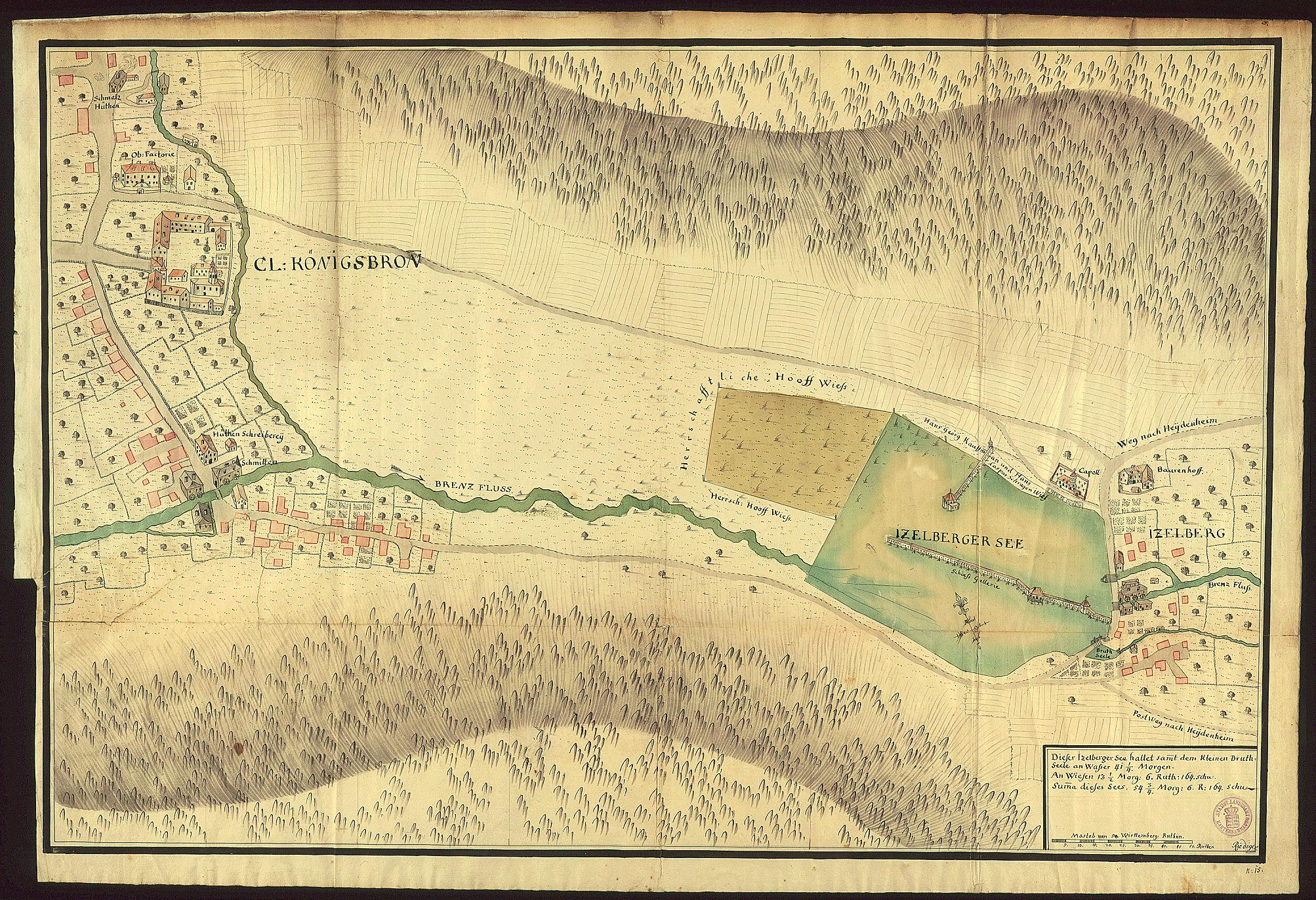
Il lago Itzelberg in un atlante di J. A. Riediger 1737/38
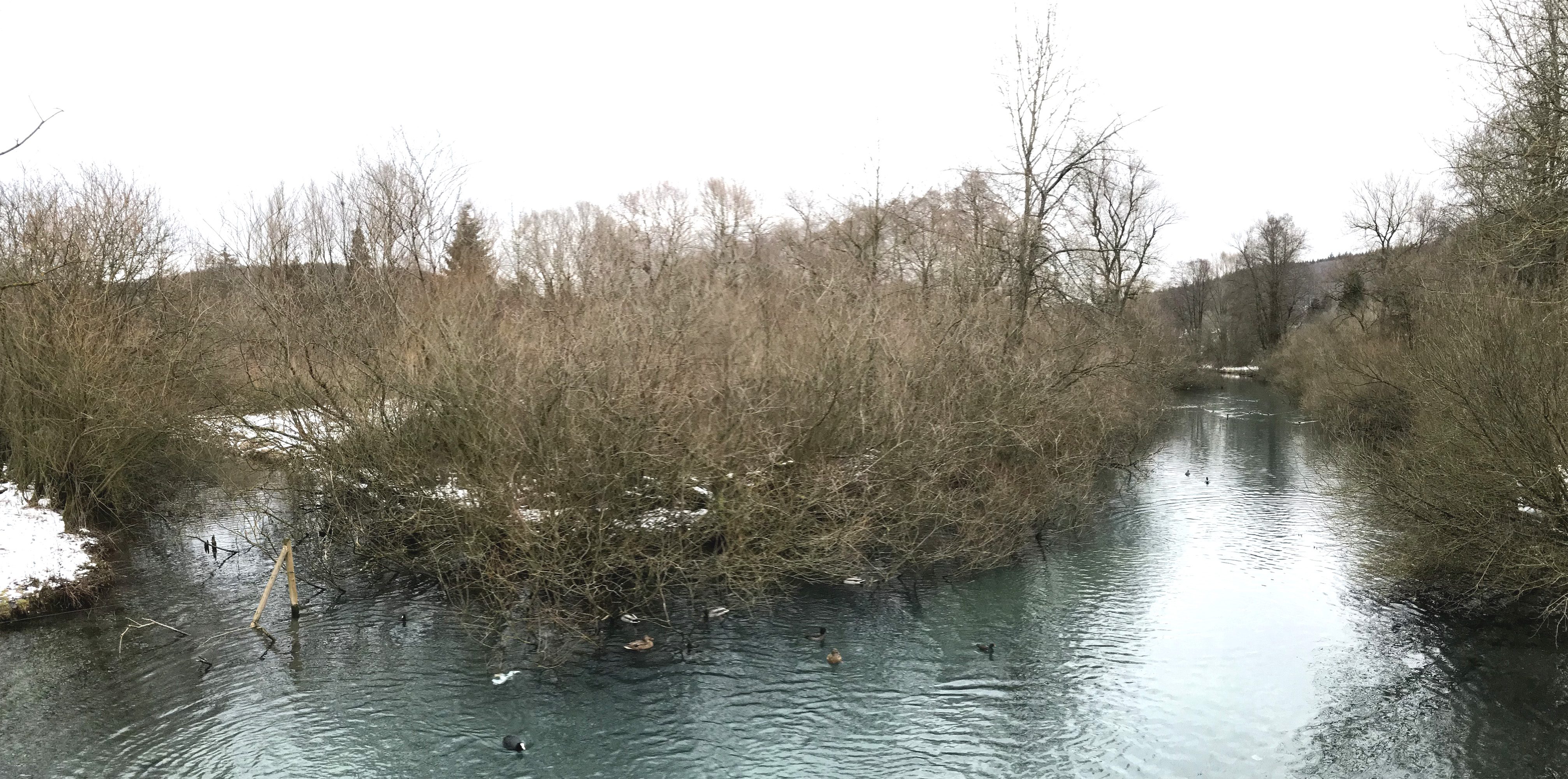
Punta occidentale dell'isola degli uccelli con l'afflusso del Brenz
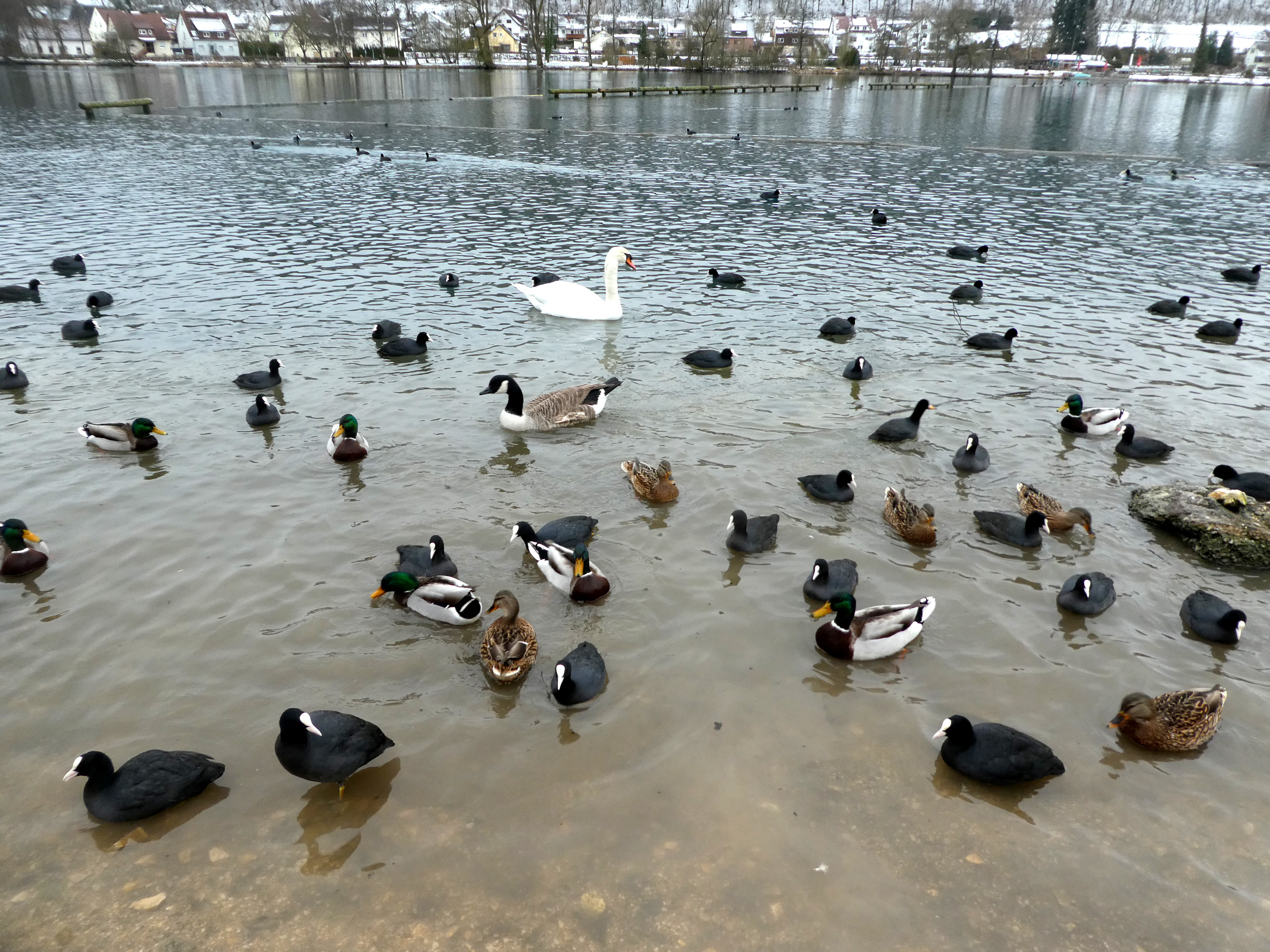
Uccelli acquatici sulla riva nord
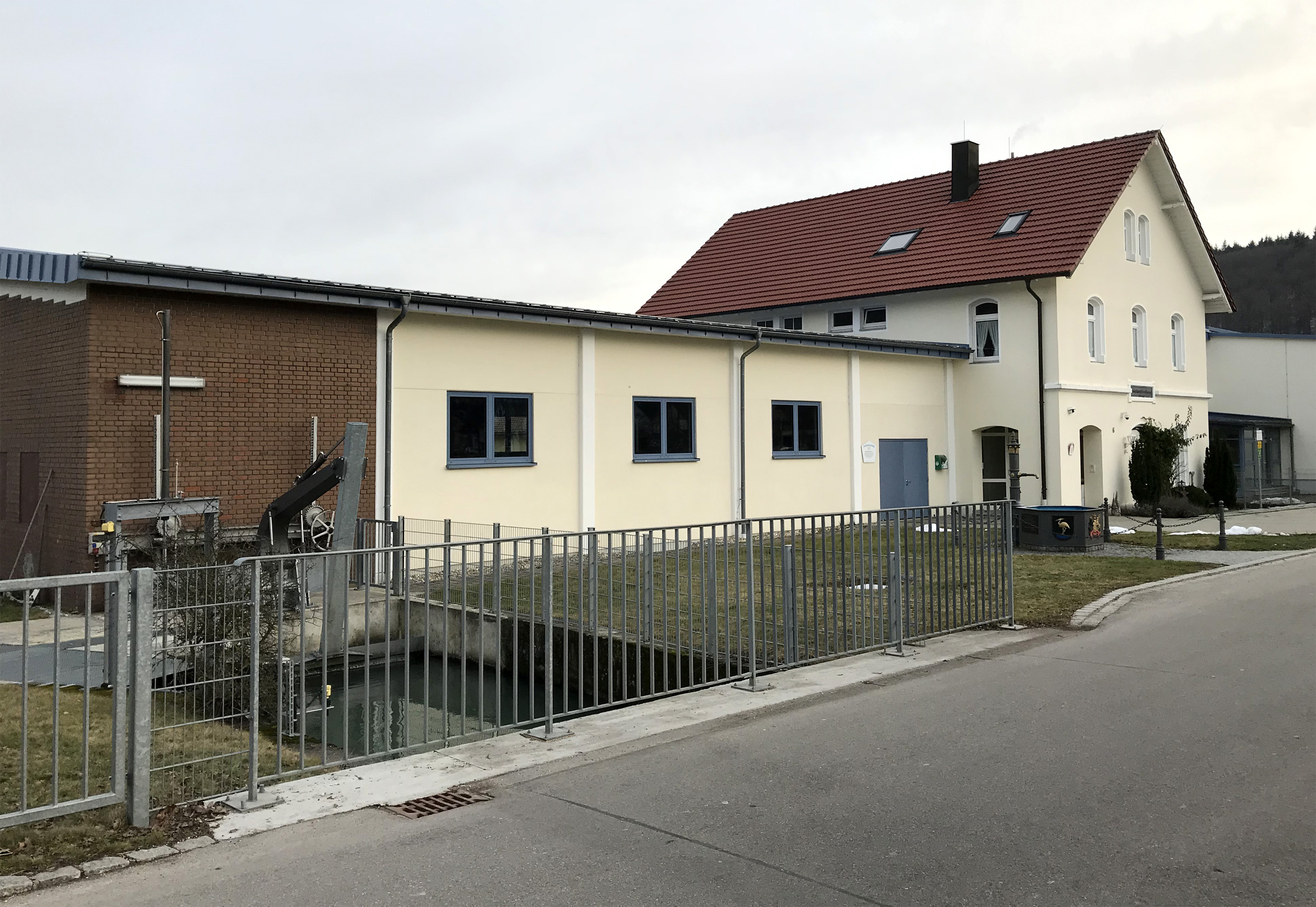
Centrale idrica di Härtsfeld-Albuch-Wasser sulla riva orientale
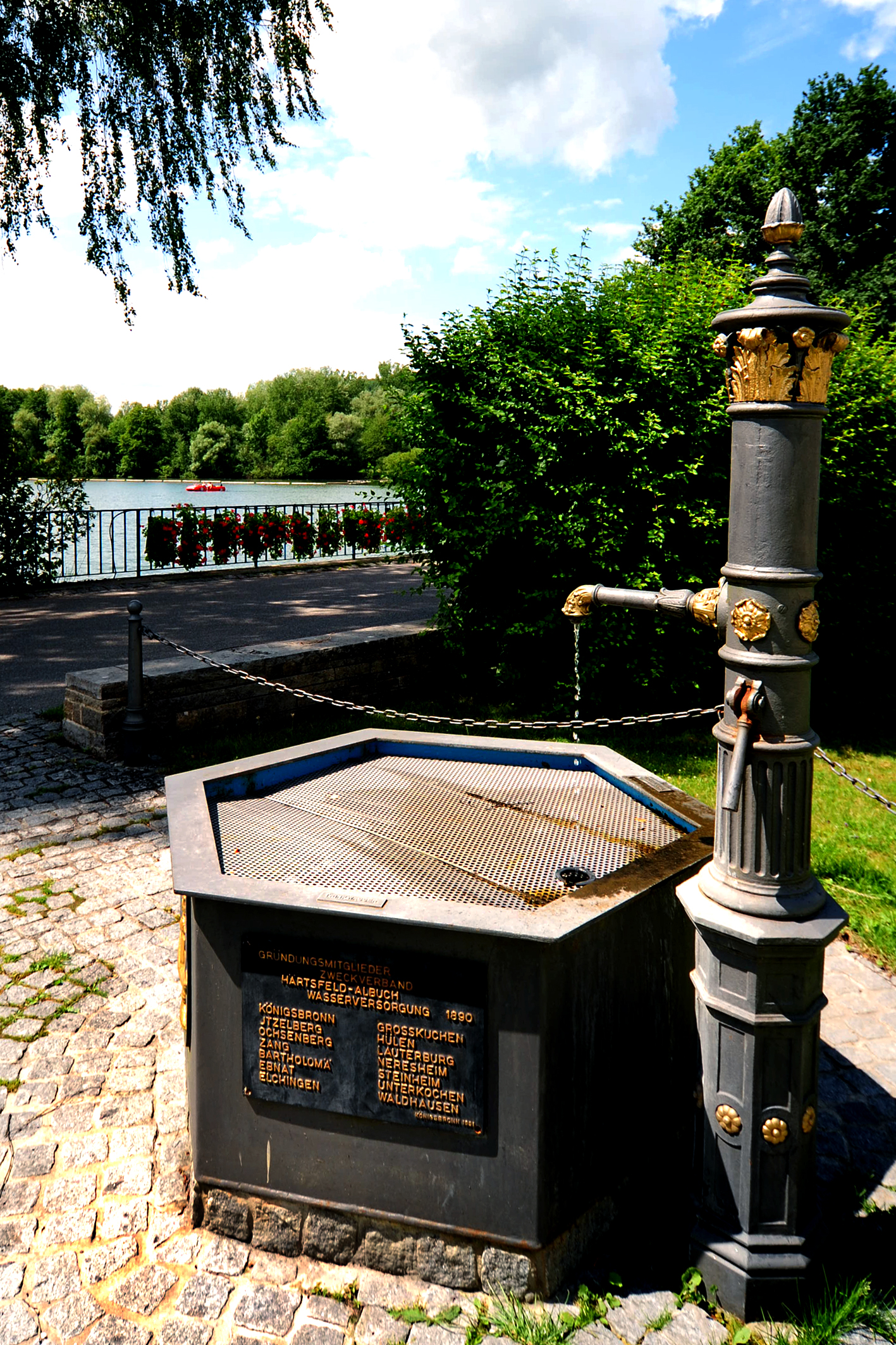
Fontana in ghisa sulla centrale
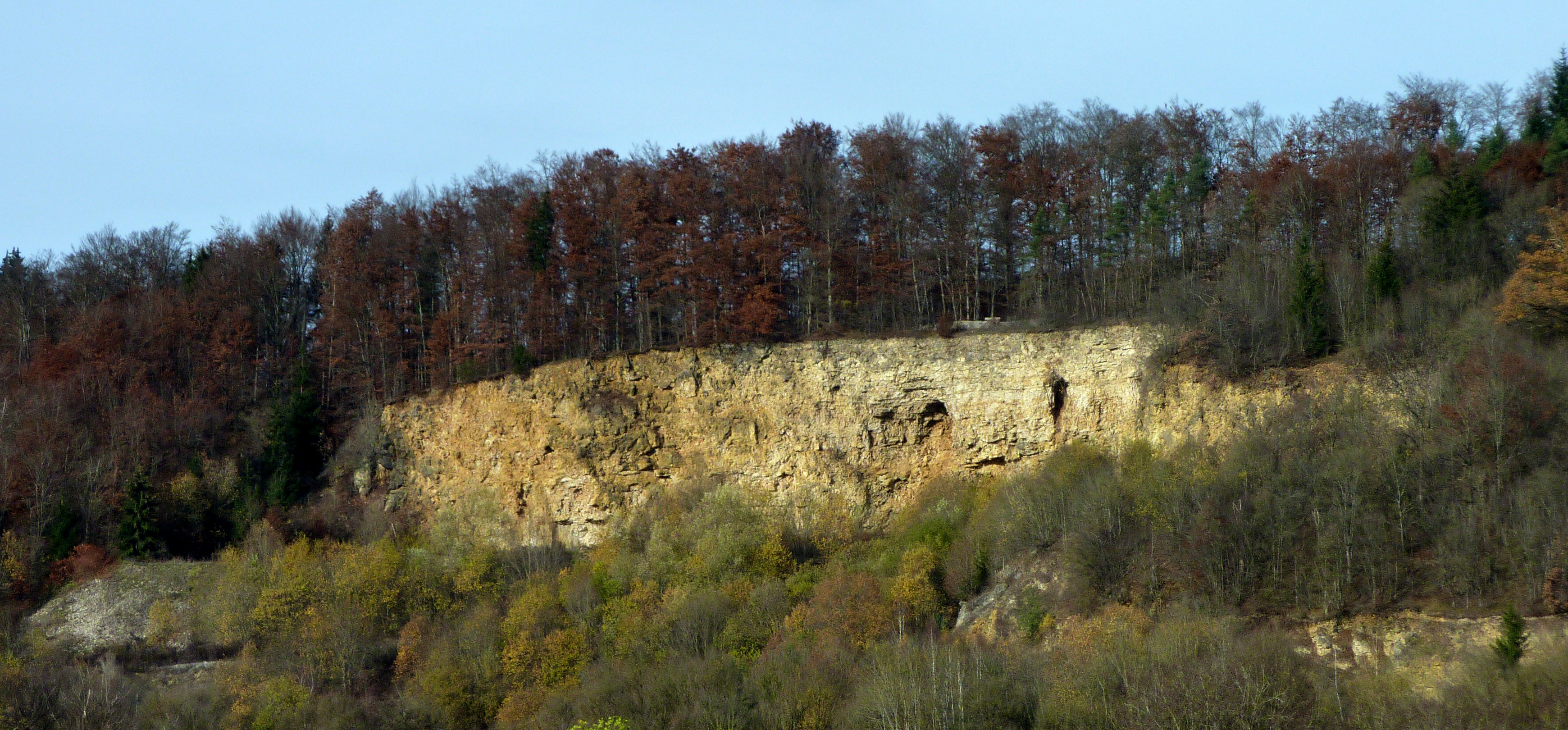
Ex Steinbruch a nord del lago